# Eucrate tripunctata
Eucrate tripunctata is een krabbensoort uit de familie van de Euryplacidae. De wetenschappelijke naam van de soort is voor het eerst geldig gepubliceerd in 1969 door Campbell.